# Муталлибов, Салих
 Салих Муталлибов (1 июня 1900 года, Ташкент — 11 декабря 1982 года, Ташкент) —узбекский историк-востоковед и источниковед, доктор исторических наук. Заслуженный деятель науки Узбекской ССР.

## Биография
С.Муталлибов родился в 1900 году в Ташкенте. С 1912 и до 1918 год учился в медресе. Затем совершенствовал свои знания в арабском и персидском в частном порядке. В 1927 году С. Муталлибов поступает в Педагогическую академию (ныне Самаркандский Государственный университет) и в 1931 году после успешного ее завершения работает там же преподавателем-методистом. В Педагогической академии С. Муталлибов знакомится с писателями и учеными: Хамид Алимджан, Уйгун, Яхья Гулямов, Буюк Каримов и другими.
В 1930-1932 годах издал ряд учебников и методических руководств по преподаванию в начальных классах основ литературы. С 1932 года работал в Институте педагогики воспитания, где продолжал издавать методические руководства для преподавателей узбекского языка и литературы. 
В 1936 году С. Муталлибов поступает в аспирантуру Института культурного строительства и в 1938 году завершает ее в Ленинграде. С 1938 года С. Муталлибов работает в Институте языка и литературы им. А. С. Пушкина Академии наук Узбекской ССР в должности научного сотрудника, а в 1944 году под руководством Е.Э. Бертельса успешно защищает. кандидатскую диссертацию «Критический текст „Хайратул аброр” („Смятение праведных”)».
С. Муталлибов возглавил текстологическую комиссию при Комитете Навои, созданном в связи с юбилеем поэта. Он подготовил к печати тексты произведений поэта: «Хайратул аброр», «Вакфия», «Макаримул ахлак» и «Афоризмы Навои».
В 1946-1950-е годы работал в Институте востоковедения АН УзССР начальником Отдела каталогизации и реставрации рукописей. 
В 1967 году С. Муталлибов успешно защитил докторскую диссертацию, посвященную «Дивану лугат-ит турк» Махмуда Кашгари (Перевод, комментарии, исследование).
С. Муталлибов вел успешную работу по изучению лексических богатств поэтического наследия Алишера Навои, в том числе малоизученного произведения Навои «Насойим-ул-мухаббат» («Зефиры любви»). В 1971 году Салиху Муталлибову было присвоено почетное звание заслуженного деятеля науки Узбекской ССР.
В 1960-1963 годах С.Муталибов впервые исследовал и перевел на узбекский язык «Словарь тюркских языков» Махмуда Кашгари. Он снабдил перевод грамматическим очерком и индексом-словарем.
С.Муталибов скончался в 1982 году.